# Belmar
Belmar is een plaats (borough) in de Amerikaanse staat New Jersey, en valt bestuurlijk gezien onder Monmouth County.
De E Street in het centrum van Belmar, gaf zijn naam aan de bekende begeleidingsband van Bruce Springsteen, de E Street Band.

## Demografie
Bij de volkstelling in 2000 werd het aantal inwoners vastgesteld op 6045.
In 2006 is het aantal inwoners door het United States Census Bureau geschat op 5923, een daling van 122 (-2,0%).

## Geografie
Volgens het United States Census Bureau beslaat de plaats een oppervlakte van
4,3 km², waarvan 2,6 km² land en 1,7 km² water.

## Plaatsen in de nabije omgeving
De onderstaande figuur toont nabijgelegen plaatsen in een straal van 4 km rond Belmar.

## Geboren
- Tom McGowan (26 juli 1959), acteur